# Goodbye My Lover
Goodbye My Lover – utwór brytyjskiego wokalisty Jamesa Blunta. Wydany został listopadzie 2005 roku przez wytwórnię płytową Atlantic Records jako czwarty singel z jego pierwszego albumu studyjnego, zatytułowanego Back to Bedlam. Twórcą tekstu jest Sasha Skarbek, natomiast Tom Rothrock wraz z Jimmym Hogarth zajęli się jego produkcją. Do singla nakręcono także teledysk, a jego reżyserią zajął się Sam Brown. „Goodbye My Lover” dotarł do szczytu list przebojów w Szwecji.

## Pozycje na listach przebojów
| Kraj              | Lista (2005-06)         | Pozycja | Status          |
| ----------------- | ----------------------- | ------- | --------------- |
| Australia         | Top 50 Singles          | 3       | platynowa płyta |
| Austria           | Singles Top 75          | 36      | –               |
| Belgia (Flandria) | Ultratop 50             | 2       | złota płyta     |
| Belgia (Wallonia) | Ultratop 50             | 2       | złota płyta     |
| Dania             | Tracklisten Top 40      | 9       | –               |
| Francja           | Top 200 Singles         | 6       | –               |
| Holandia          | Single Top 100          | 4       | –               |
| Irlandia          | Top 50 Singles          | 13      | –               |
| Niemcy            | Top 100 Singles         | 28      | –               |
| Nowa Zelandia     | Top 40 Singles          | 19      | –               |
| Stany Zjednoczone | Hot 100                 | 66      | złota płyta     |
| Szkocja           | Scottish Singles Top 40 | 11      | –               |
| Szwajcaria        | Singles Top 75          | 19      | złota płyta     |
| Szwecja           | Top 60 Singles          | 1       | –               |
| Wielka Brytania   | Singles Top 100         | 9       | srebrna płyta   |
| Włochy            | Top 20 Singles          | –       | złota płyta     |